# 나빌리

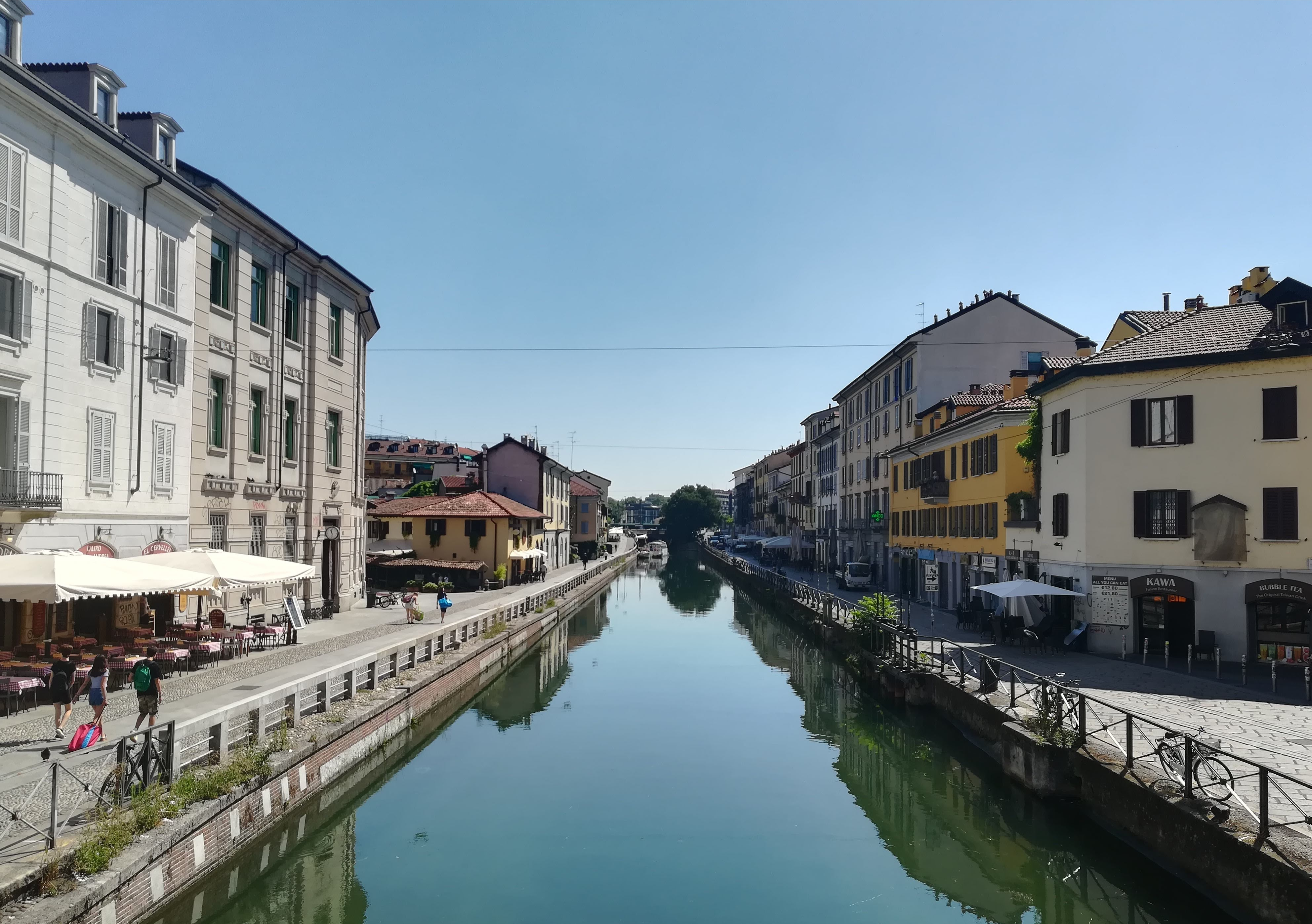
밀라노의 나빌리오 그란데

나빌리(이탈리아어: navigli / 롬바르디아어: Navili)는 이탈리아 북부 롬바르디아 지방의 밀라노와 주변 지역을 연결하는  운하 체계로, 그 역사는 중세 시대까지 거슬러 올라간다.
나빌리 운하 체계는 나빌리오 그란데 (대운하), 나빌리오 파베세 (파베세 운하), 나빌리오 마르테사나 (마르테사나 운하), 나빌리오 디 파데르노 (파데르노 운하), 나빌리오 디 베레구아르도 (베레구아르도 운하)의 5개 운하로 이루어져 있다. 이 가운데 처음 세 운하는 '포사 인테르나' (Fossa Interna)라고 해서 내부 순환 운하로 연결되어 밀라노를 통과하였다.

## 역사

### 고대

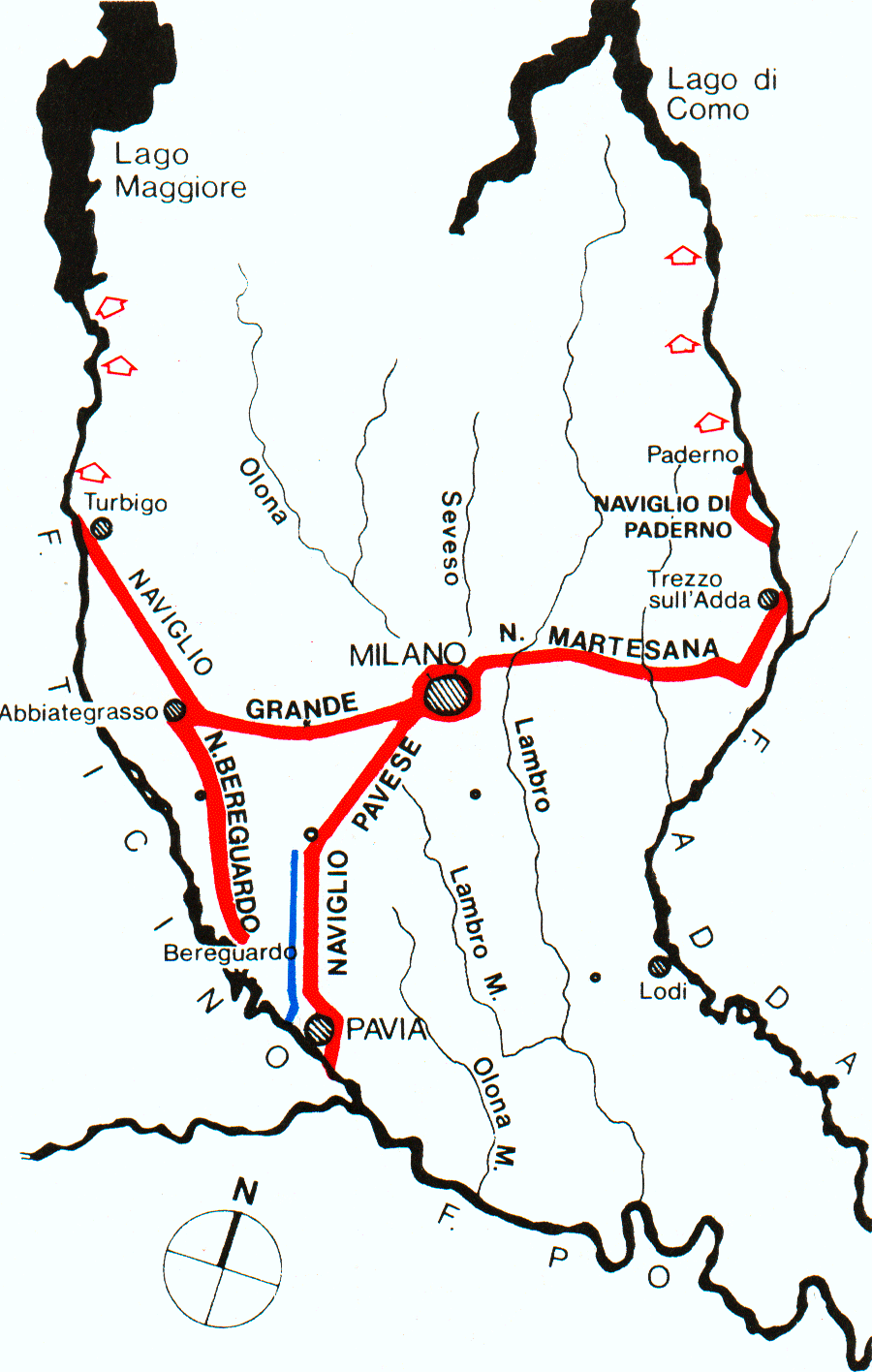
20세기의 밀라노와 그 주변 지역의 운하 경로 (붉은색)

밀라노의 기원은 고대 켈트족의 마을로서 이후 고대 로마 시대에 '메디오라눔 (Mediolanum)이란 도시로 탈바꿈하였고 다시 중세 시대의 도시로 역사가 이어졌다. 밀라노의 도심은 켈트족 시대부터 변함 없이 제자리를 유지하였으며 주변부로의 확장을 거듭하였다.
켈트족이 살던 시절 이곳에는 니로네강 (Nirone)과 몰리아 (Molia)라는 하천이 있었다. 니로네강은 옛 메디올라눔 시를 감싸 흘렀으며, 몰리아는 마을 인근을 흐르며 북쪽 지역의 관개용수로 활용되었다. 이 두 강은 모두 서쪽으로 흐르는 올로나강 (Olona)과 세베소강의 유역에 속해 있다.
람브로강, 세베소강, 올로나강은 모두 자연적으로 형성된 하천으로, 람브로강과 올로나강은 도시에서 멀리 떨어져 있고 세베소강은 다소 가깝다. 세 강 가운데 오랜 세월 동안 변하지 않은 유일한 강은 람브로강으로 여전히 태초의 하천이 그대로 흐르고 있으나, 올로나강과 세베소강은 고대 로마 시대에 정비가 이루어졌다.
켈트족의 마을은 지층 사이의 분계선에 위치해 있어 지역 전반적으로 수량이 풍부했다.  지층의 투과성이 달라 깊숙한 지하수가 표면으로 다시 솟아오를 수 있었던 것이다. 켈트족들은 농사를 짓기 위해 운하를 짓고 배수하여 물의 흐름을 조절하였다.
기원전 222년 고대 로마가 켈트족의 마을을 정복하고 메디올라눔 (Mediolanum)을 건설하였다. 로마의 도시는 공공용, 가정용으로 식수를 대량으로 소비하였기에 수력을 이용한 공학기술이 심도 있게 발달하였다. 하지만 메디올라눔에서는 물이 솟아 근처의 강과 개울로 흘러내렸기에 별다른 수로가 필요하지 않았으며, 도시의 일상 생활에 필요한 모든 것을 충족시켜 주었다.

### 중세

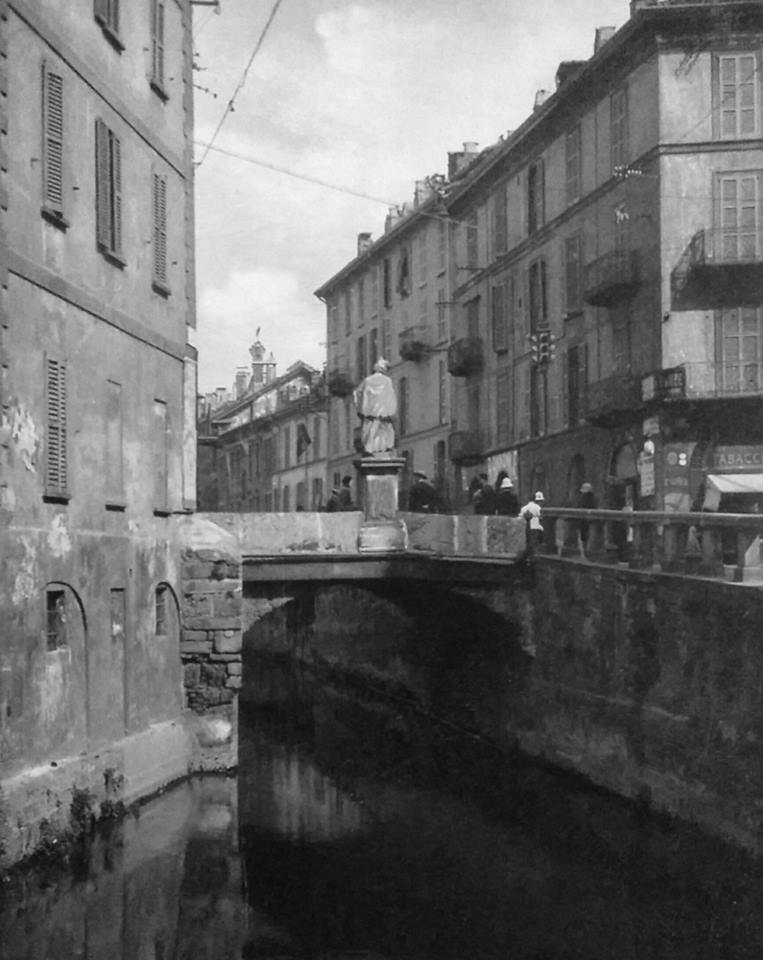
1920년대 복개 직전의 체르키가 데이 나빌리와 다리

5세기 게르만족의 대이동으로 서로마 제국이 멸망하면서 메디올라눔 주변의 토지개간과 관개를 위해 건설되었던 운하와 도랑은 붕괴 상태에 놓였으며, 밀라노와 파비아 사이의 경작지는 관목지와 습지로 방치되어 갔다. 12세기에는 프랑스에서 유럽의 농업과 제조시설의 개선을 시도했던 시토회 소속 키아라 발레 수도원과 모리몬도 수도원의 수도사들이 밀라노 남부 평야지대에 경작지를 다시 일구고, 수도를 파고, 가축을 기르고, 운하와 도랑을 다시 도입하였다.
1152년 아비아테그라소와 란드리아노 사이에 군사적 목적으로 새로운 인공운하가 건설되어 티치노강의 하수가 다른 곳으로 돌아가기 시작하였다. 당시 이 운하의 목적은 신성로마제국 황제 프리드리히 1세의 동맹국이었던 파비아군의 침입을 막기 위한 것이었다. 이렇게 완성된 티치넬로 운하는 수백년이 지난 지금에도 그 일부가 보존되어 있다. 1156년에는 세베소강과 메를라타강에 해자를 파고 나무성벽을 둘러 '친타 데이 테라지' (Cinta dei teraggi)를 건설하였는데,  1162년 밀라노 공성전 이후 프리드리히 1세가 이 해자를 메꾸라는 명을 내렸으나, 밀라노인들의 반발로 또다른 해자 시설이 갖춰지게 되었다.
1272년에는 아비아테그라소와 란드리아노를 잇는 티치넬로 운하의 일부를 항해 가능한 상태로 다시 파서 나빌리오 그란데 (Naviglio Grande)로 바꾸었다. 나빌리오 그란데는 116개의 관개구를 갖추어 교통로 이전에도 밀라노 시골 지역에 수도를 공급하였으며, 중세 밀라노의 무역과 경제, 군사력에 있어 중대한 역할을 하였다.

### 근세

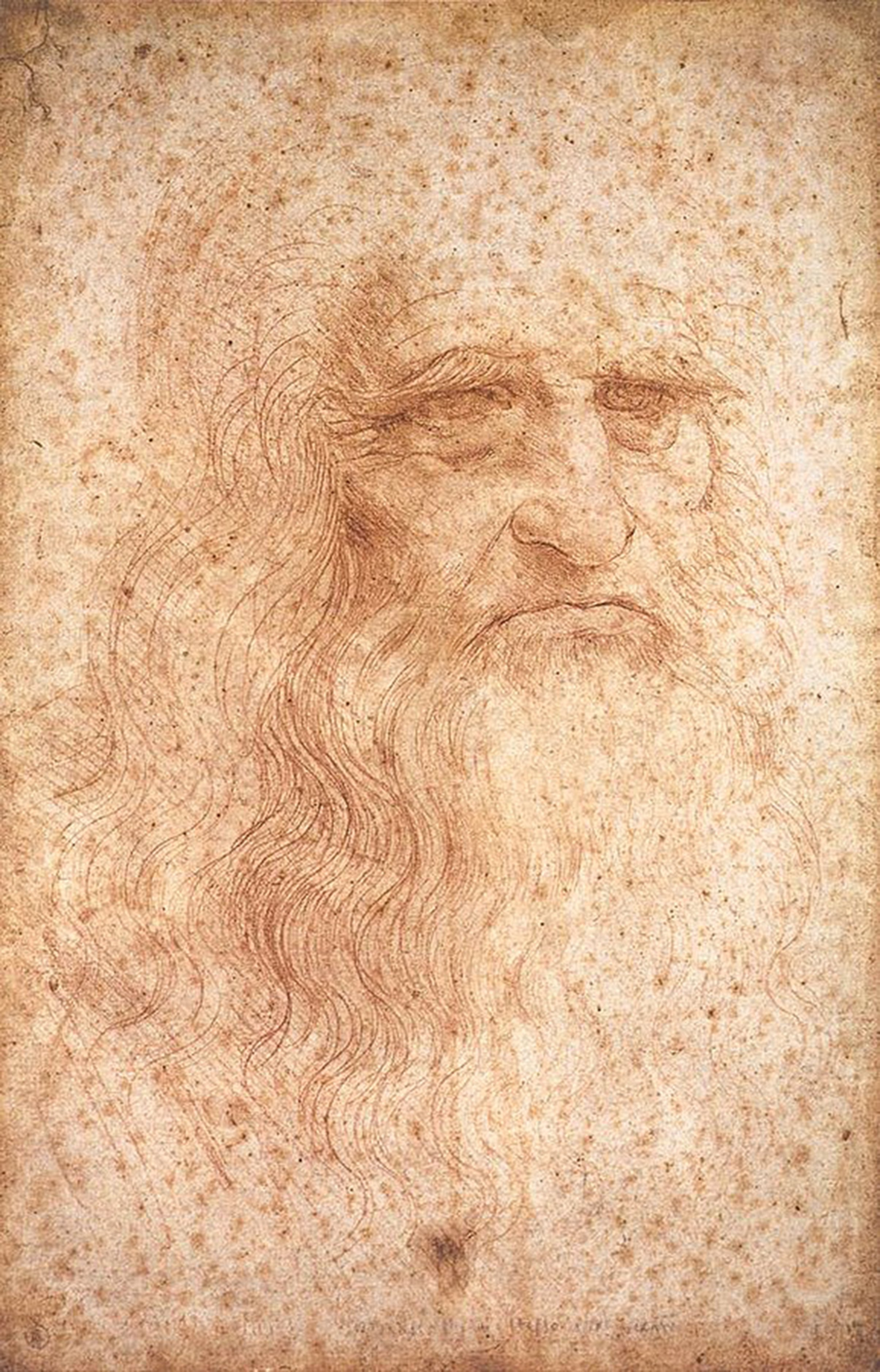
밀라노와 파비아의 개천 사이에 나빌리 운하로 직결시키는 실현방안을 연구했던 레오나르도 다 빈치

1387년부터 1496년까지 밀라노 공국을 다스리는 비스콘티가와 스포르차가는 친타 데이 테라지의 해자 시설을 기반으로 체르키아 데이 나빌리 (Cherchia dei Navigli)라는 운하를 건설하여 기존의 운하와 수로를 연결하였다. 당시 북서쪽의 스포르체스코성 일대 해자용 구간을 제외한 모든 구간의 항해가 가능하였다. 체르키아 데이 나빌리는 중세 밀라노의 옛 도심을 둘러싼 물의 고리였으나, 1929년부터 복개 공사가 이루어지면서 지금은 일반 길거리로 바뀌었다.
1470년 필리포 마리아 비스콘티의 후계자였던 프란체스코 1세 스포르차의 명령으로 나빌리오 그란데에서 시작하여 파비아 북쪽, 티치노강 북부 고원까지 이어지는 나빌리오 디 베레구아르도 (Naviglio di Bereguardo)를 건설하였다. 1471년 프란체스코 스포르차가 트레초다다에서 카시나데폼까지 이어지는 나빌리오 델라 마르테사나 (Naviglio della Martesana)를 건설하였으며, 1496년에는 로도비코 일 모로의 주도로 운하를 밀라노 시의 체르키아 데이 나빌리까지 연결하여 아다강 (Adda)과 티치노강을 연결하였다.
비슷한 시기 수리학을 연구하던 레오나르도 다 빈치가 밀라노로 건너와 기술의 실제 적용에 나섰는데, 수로를 파악하고 연구하는 과정에서 조감도의 개념을 처음 활용하였다. 1496년 로도비코 일 모로 공작의 통치기에는 마르테사나와 내부해자를 연결하는 다리가 건설되었다. 다빈치는 밀라노와 파비아를 연결하기 위해, 아다강의 급류를 극복하여 라리오강과 직결되는 운하를 설계하려 하였으나 시간적 여유가 부족하였다. 1500년 프랑스 왕국이 밀라노 공국을 차지한 후 프랑스 궁정으로 넘어간 다빈치는 프랑수아 1세 국왕에게 자신의 연구를 전달하였으나, 당시로서는 너무나 대담한 계획이었고 약 200년 후인 나빌리오 파베세 (Naviglio Pavese)의 개통으로 비로소 실현되었다.

### 근현대

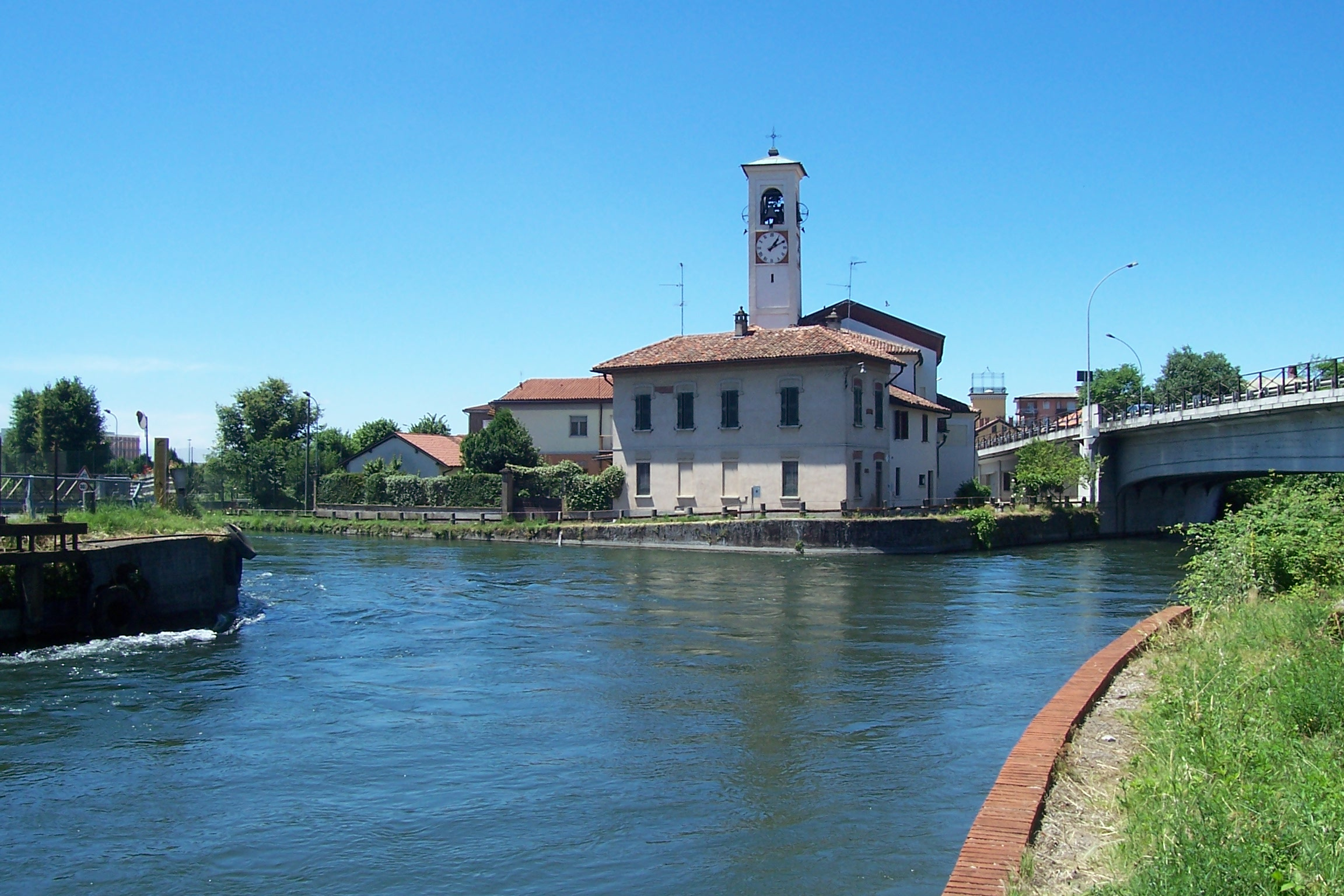
나빌리오 베레구아르도

나빌리오 마르테사나의 도심구간은 1930년대 초 내부순환 운하 전체와 함께 복개가 이루어졌으며, 북동부 운하의 명맥은 끝이 났다. 나빌리오 그란데의 경우 뱃길로 계속해서 사용되었으나 점차 이용객이 감소하였고, 1960년대에는 운하를 거쳐 포강과 아드리아해까지 도달하는 하천 항구 건설계획이 중단되기도 하였다.
오늘날 나빌리 운하는 주로 농토의 관개시설로 사용된다. 단체 관광 투어 가운데 운하의 일부를 둘러보는 상품도 존재한다. 실질적인 기능 외에도 21세기 밀라노의 나빌리 운하 일대는 수많은 주택가와 상권이 들어서면서 활기찬 지역으로 거듭났으며, 여러 예술가들이 활동하는 지역으로도 잘 알려져 있다.

## 참고 문헌
- Bricchetti, Edo; Codara, Giuseppe (2017). 《Navigli del Milanese: ieri e oggi》 [Milanese Navigli: yesterday and today] (이탈리아어). Milano: Meravigli. ISBN 978-88-7955-397-1. OCLC 1110598606.
- Celona, Toti; Beltrame, Gianni (1988) [1982]. 《I Navigli Milanesi: storia e prospettive》 [The Milanese Navigli: history and perspectives] (이탈리아어). Milano: Silvana editoriale. ISBN 978-88-366-0001-4. OCLC 1294309117.
- Poggi, Felice; Masera, Giovanni; Milano Ufficio porto e navigazione (1921). 《Linea navigabile da Milano per Lodi e Pizzighettone alla foce dell'Adda: relazione tecnica sul progetto di canale navigabile Milano per Lodi-Pizzighettone a foce Adda e programma dei lavori elaborato dall'Ufficio Porto e navigazione del Comune di Milano》 [Navigable line from Milan to Lodi and Pizzighettone at the mouth of the Adda: technical report on the project for a navigable canal from Milan to Lodi-Pizzighettone at the mouth of the Adda and work programme drawn up by the Port and Navigation Office of the Municipality of Milan] (이탈리아어). Milano: Cooperativa grafica degli operai. OCLC 934099177.